# Jämlitz-Klein Düben
Jämlitz-Klein Düben est une commune allemande de l'arrondissement de Spree-Neisse, Land de Brandebourg.

## Géographie
Jämlitz-Klein Düben se situe dans la Basse-Lusace. La frontière entre le Brandebourg et la Saxe constitue la limite au sud de la commune.
La commune comprend les quartiers de Jämlitz et Klein Düben.
| Döbern     | Neiße-Malxetal      |            |
| Tschernitz | Jämlitz-Klein Düben | Bad Muskau |
| Groß Düben | Gablenz             |            |

Les Bundesstraßen B115 et B156 passent par Jämlitz-Klein Düben sur un itinéraire commun.

## Histoire
Jämlitz est mentionné pour la première fois en 1564, Klein Düben en 1490 sous le nom de Dybe.
La commune de Jämlitz-Klein Düben est créée le 31 décembre 2001 à la suite de la fusion volontaire des municipalités auparavant indépendantes, Jämlitz et Klein Düben.

## Source
- (de) Cet article est partiellement ou en totalité issu de l’article de Wikipédia en allemand intitulé « Jämlitz-Klein Düben » (voir la liste des auteurs).